# Фиџи на Светском првенству у атлетици на отвореном 2022.
Фиџи је на 18. Светском првенству у атлетици на отвореном 2022. одржаном у Јуџину  од 15. до 25. јула учествовао осамнаести пут, односно учествовао је на свим првенствима до данас. Репрезентацију Фиџија представљао је један атлетичар, који се такмичио у трци на 100 метара.,
На овом првенству представник Фиџија није освојио ниједну медаљу, нити је остварио неки резултат.

## Учесници
Мушкарци:
- Ratu Banuve Tabakaucoro — Трка на 100 метара

## Резултати

### Мушкарци
| Атлетичар               | Дисциплина | Лични рекорд | Предтакмичење   | Предтакмичење   | Квалификације        | Квалификације        | Полуфинале           | Полуфинале           | Финале               | Финале               | Детаљи |
| Атлетичар               | Дисциплина | Лични рекорд | Резултат        | Место           | Резултат             | Место                | Резултат             | Место                | Резултат             | Место                | Детаљи |
| ----------------------- | ---------- | ------------ | --------------- | --------------- | -------------------- | -------------------- | -------------------- | -------------------- | -------------------- | -------------------- | ------ |
| Ratu Banuve Tabakaucoro | 100 м      | 10,20 НР     | Дисквалификован | Дисквалификован | Није се квалификовао | Није се квалификовао | Није се квалификовао | Није се квалификовао | Није се квалификовао | Није се квалификовао |        |